# Шамрыло, Тимофей Власович
Тимофей Власович Шамрыло (31 декабря 1905 — 1941) — украинский советский политический и государственный деятель.

## Биография
Родился в ночь с 31 декабря 1905 г. на 1 января 1906 г. в г. Нежин Черниговской обл. в семье столяра. Отец Шамрыло Влас Потапович, мать Шамрыло Ульяна Логвиновна. Семья происходит из с. Безугловка Нежинского района.
- 1917—1926 гг. — ремонтный рабочий 8-го участка службы путей ст. Нежин.
- 1926—1928 гг. — ответственный секретарь местного комитета железнодорожников ст. Нежин.
- 1928—1930 гг. — студент рабочего факультета («рабфак») Киевского политехнического института.
- 1930—1936 гг. — студент Киевского индустриального института. Парторг.
- 1936—1937 гг. — инженер Дарницкого автобронетанкового ремонтного завода г. Киева.
- 1937—1938 гг. — второй секретарь Дарницкого райкома КП(б)У г. Киева.
- 1938—1939 гг. — третий секретарь Киевского горкома КП(б)У.
- 1939 г. — второй секретарь Киевского горкома КП(б)У.

С 1938 — депутат Верховного Совета УССР 1 созыв. Член штаба обороны Киева 1941 г., во время которой пропал без вести.

## Память
В 1975 году в Киеве в его честь названа улица в Шевченковском районе Киева. Официально считался пропавшим без вести. В 2011 году останки его и ещё 127-х бойцов и командиров Красной армии были найдены и перезахоронены на военном мемориале в Свято-Покровском храме в с. Гатное Киево-Святошинского района.